# جهش مرغ عشق دارچینی
جهش مرغ عشق دارچینی یکی از تقریباً ۳۰ جهش است که بر رنگ مرغ عشق‌ها تأثیر می‌گذارد. این جهش زمینه‌ای واریتهٔ دارچینی (Cinnamon) و با اینو، جهش تشکیل‌دهنده واریتهٔ Lacewing است.
جهش‌های شبه‌دارچینی در بسیاری از گونه‌های پرندگان دیگر از جمله قناری، فنچ، مرغ عشق رخ‌صورتی و عروس هلندی شناخته شده‌است. تمام این جهش‌های دارچینی مغلوب‌های مرتبط با جنسی هستند.